# Testudinella brycei
Testudinella brycei är en hjuldjursart som beskrevs av Hauer 1938. Testudinella brycei ingår i släktet Testudinella och familjen Testudinellidae. Inga underarter finns listade i Catalogue of Life.